# Burak Bedikyan
Burak Bedikyan (* 6. Februar 1978 in Istanbul) ist ein türkischer Jazzmusiker (Piano, Komposition) armenischer Abstammung.

## Leben und Wirken
Bedikyan begann sich während seiner Zeit auf dem Lycée Saint-Benoît d'Istanbul für Jazz zu interessieren. Seit 1996 studierte er an der Fakultät für Wirtschafts- und Verwaltungswissenschaften der Marmara-Universität. Daneben nahm er Unterricht bei Aydın Esen, spielte aber auch Pop- und Rockmusik. Ab 2002 absolvierte er ein Musikstudium an der İstanbul Bilgi Üniversitesi bei Can Kozlu, Ali Perret, Tuna Ötenel und İmer Demirer. 
Sein Debütalbum Circle of Life, das Bedikyan 2012 in New York mit Chris Potter, Peter Washington und Bill Stewart aufnahm, erschien 2013 bei SteepleChase Records. 2015 folgte sein Album Leap of Faith mit Chris Cheek, Ron McClure und Billy Drummond und 2016 Awakening mit Loren Stillman, Ugonna Okegwo und Donald Edwards. Bei Alessa Records erschien nach einer Europatournee 2017 das Album Hybrid 4tet (Live at Amsec) mit seinem europäischen Quartett mit Andy Middleton, Johannes Strasser und Joris Dudli. Nach seiner Migration in die USA erschien 2018 sein Album New Beginning im Trio mit Jay Anderson und Adam Nussbaum. Kurz vor seiner Abreise in die USA nahm Bedikyan das Album Istanbul Junction mit Gábor Bolla, Can Kozlu und Matthew Hall auf, das 2019 erschien, gefolgt von seinem Soloalbum Introspection (2021). Weiterhin trat er mit Musikern wie Benny Golson, Vincent Herring, Stefano Di Battista, Jim Rotondi, Dusko Goykovich, Kevin Mahogany, Jenny Evans, Ricky Ford, Harvie S, Eric Revis, Jean-Loup Lognon, Melba Joyce, Larry Price und Mark Alban Lotz auf.